# Christmas Guy
Christmas Guy («Рождественский парень») — восьмая серия двенадцатого сезона мультсериала «Гриффины». Премьерный показ состоялся 15 декабря 2013 года на канале FOX. Именно в этом эпизоде Брайан вернётся в сериал после своей смерти в эпизоде «Life of Brian».

## Сюжет
Гриффины ждут-недождутся посещения главного торгового центра в Куахоге, именно там должен пройти ежегодный Рождественский Карнавал. Но по приходе в магазин семья в недоумении: оформления нет, праздничной музыки тоже. Лоис с Питером узнают от местного охранника, что карнавал отменён. Стьюи очень расстроен, но всей семье приходится вернуться домой.
Винни узнаёт о том, что праздник был отменён отцом Лоис, Картером Пьютершмидтом. Все в шоке, и только Питер берётся вернуть городу карнавал. Придя к Картеру в офис, Питер требует, чтобы Пьютершмидт немедленно вернул праздник, но Картер говорит о том, что ненавидит Рождество из-за того, что приходится дарить дорогие подарки. Гриффин решается вернуть отцу Лоис рождественское настроение, совсем скоро ему это удаётся, сказав ему о том, что все в городе предполагают, якобы Картер Пьютершмидт — еврей.
Уже совсем скоро вся семья снова оказывается в торговом центре. Все рады возвращению праздника, и лишь только Стьюи продолжает скучать о Брайане, который не так давно погиб. Когда Стьюи встречается с Сантой, он со слезами на глазах просит вернуть Брайана обратно. Семья возвращается домой. Стьюи продолжает грустить, Винни пытается поднять настроение Стьюи, приглашая его сходить в магазин игрушек.
В магазине Стьюи замечает самого себя — несколько недель назад, ещё до того. как он уничтожил свою машину времени, Стьюи отправлялся в этот магазин, чтобы купить новую игрушку. Стьюи понимает, что у этого Стьюи в рюкзаке есть рабочий блок возврата, который можно использовать. Винни помогает выкрасть блок возврата из рюкзака Стьюи из того времени. Итак, Стьюи прощается с Винни, напоминая о том, что его возвращение обратно во времени означает, что Стьюи с Винни никогда не встречался. Винни все понимает, а Стьюи отправляется в тот самый момент, когда Брайана сбивает машина.
План удаётся — Стьюи спасает Брайана от машины. Он быстро рассказывает Брайану о том, как ему было тяжело без своего лучшего друга. Брайан все понимает и благодарит Стьюи, который, впрочем, скоро исчезает, ведь его временная линия исчезла. Пожелав счастливого Рождества, этот Стьюи исчезает, в этот момент на смену прибегает Стьюи из альтернативного времени, который и знать не знает о том, что пришлось пережить тому Стьюи.
Наступает Рождество. Вся семья открывает подарки. Брайан дарит Стьюи фотографию с ними в праздничных костюмах и благодарит его за все. Но вот незадача: этот Стьюи и знать не знает, за что его благодарит Брайан, который, в свою очередь, понимает, что Стьюи подарил ему самый лучший подарок на Рождество, который только можно придумать…

## Интересные факты
- В эпизоде «Life of Brian» Стьюи Рассказывал Брайану во время уничтожения своей машины времени о том, что он совсем недавно перемещался в будущее на Рождество в магазин, чтобы купить новые игрушки. Именно с этим моментом связана встреча двух Стьюи в торговом центре. Однако стоит отметить, что в двух версиях имеются небольшие различия в оформлении кассы в отделе игрушек.
- После выхода серии в США создатель сериала, Сет МакФарлейн, написал в своём блоге: «В смысле, вы же не думали, что мы реально собирались убить Брайана? Господи, это как нам надо было б обкуриться.», а также «И да будет нам тёплый пушистый праздничный урок: Никогда не воспринимайте своих любимых как должное, ибо они могут исчезнуть в один миг.»
- Напомним, что после выхода трагичного эпизода фанатами сериала была создана петиция, в которой люди призывали создателей сериала к немедленному возвращению Брайана в сериал.[1]

## Рейтинги
- Рейтинг эпизода составил 3.0 среди возрастной группы 18-49 лет.
- Серию посмотрело порядка 6.37 миллиона человек.
- Серия стала второй по просматриваемости в ту ночь «Animation Domination» на FOX, проиграв по количеству просмотров «Симпсонам» с их 8.48 миллионами зрителей.[2]

## Критика
В A.V. Club эпизоду дали оценку B+, отмечая, что семья Гриффинов действительно забыла о Брайане, кроме Стьюи. Также они сказали о некой форсированности действий: смерть и воскрешение Брайана уместились в три эпизода. «Такой сюжет мне все же понравился…Может быть, оно и лучше на этой странице закрыть это противоречивое и странное время в „Гриффинах“. Быть может, такой тип сюжета наиболее приемлемый для фанатов, которые не привыкли слишком сильно удивляться чему-то новому.» Специалист закончил свою оценку словами: «В конце концов, я рад, что „Гриффины“ попробовали что-то новое.»